# پادشاهی هندویونانی

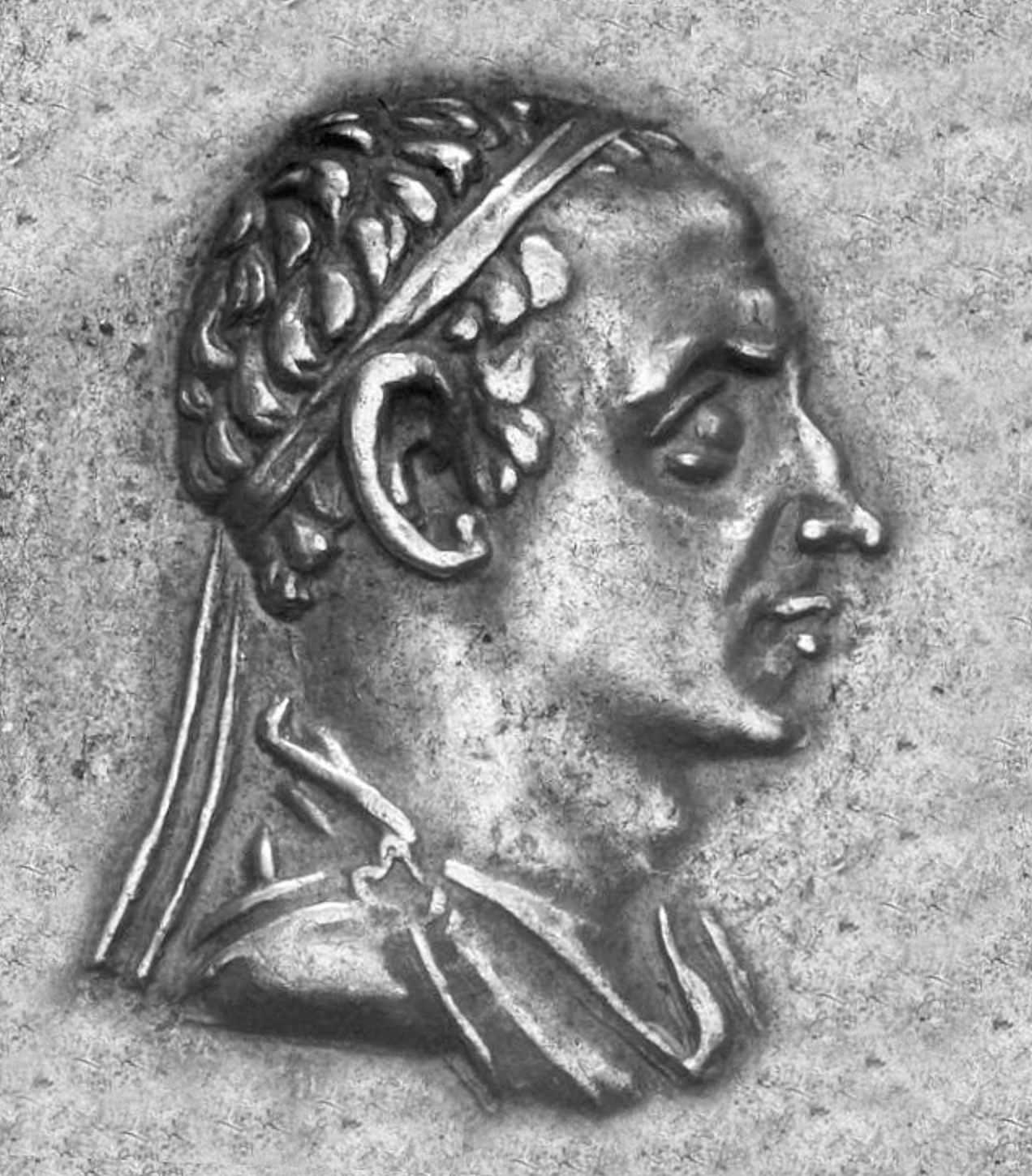
مناندر یکم بزرگ‌ترین پادشاه هندویونانی بود

پادشاهی هندویونانی یا پادشاهی یونانی هندی، که از نظر تاریخی با نام پادشاهی یاوانا (Yavanarajya) نیز شناخته می‌شود، یک پادشاهی یونانی دوران هلنی بود که بخش‌های مختلف افغانستان، پاکستان و شمال غربی هند امروزی را پوشش می‌داد. این پادشاهی از سال ۲۰۰ پ. م تا ۱۰ میلادی وجود داشت.
این پادشاهی در طول عمر خود توسط ۳۰ پادشاه متوالی اداره شد. مناندر یکم، از مشهورترین پادشاهان این دودمان است، پایتخت مناندر یکم در شهر ساگالا در پنجاب (سیالکوت امروزی) است.
این پادشاهی در زمانی تأسیس شد که پادشاه یونانی باختری، دمتریوس یکم (و بعداً اوکراتیدس) در سال ۲۰۰ پ. م از باختر به هند حمله کردند. یونانی‌های ساکن در شبه‌قاره هند، در نهایت از پادشاهی یونانی باختری مستقل شده و پادشاهی هندویونانی را، در شمال شبه‌قاره هند به‌وجود آوردند.
پادشاهان یونانی در طول دو قرن حکومت خود، زبان‌ها و نمادهای یونانی و هندی را، همان‌طور که از روی سکه‌هایشان دیده می‌شود، با هم ترکیب کردند و اندیشه‌های یونانی و هندی (مانند آیین یونانی و بودایی) را، آن‌گونه که در بقایای باستان‌شناسی مشاهده می‌شود، باهم در هم آمیختند. انتشار فرهنگ یونانی و هندی نتایجی داشت که امروزه نیز به ویژه از طریق تأثیر بر هنر یونانی و بودایی قابل مشاهده است. نژاد یونانی و هندی ممکن است تا حدی ترکیبی بوده باشد. به گفته پولیبیوس، اوتیدموس یکم، یک یونانی اهل ماگنزیا بود. پسر او، دمتریوس یکم، بنیان‌گذار پادشاهی هندویونانی نیز، حداقل از نظر پدرش از یونانی نژاد بود. به همین منظور نیز دمتریوس با دختر فرمانروای سلوکی، آنتیوخوس سوم ازدواج کرد. نژاد فرمانروایان بعدی هندویونانی، گاهی کمتر مشخص است. به عنوان مثال، در گذشته تصور می‌شد که آرتمیدوروس (۸۰ پ. م) یکی از پادشاهان این حکومت، دارای تباری سکایی باشد، اما امروزه او را، به عنوان یک پادشاه یونانی - هندی در نظر می‌گیرند.
پس از مرگ مناندر، بیشتر پادشاهی او از هم پاشید و نفوذ یونانی‌ها به میزان قابل توجهی کاهش یافت. بسیاری از پادشاهی‌ها و جمهوری‌های جدید در شرق رودخانه راوی شروع به ضرب سکه‌های جدیدی کردند که پیروزی‌های نظامیشان را نشان می‌داد. برجسته‌ترین حکومت‌هایی که تشکیل شدند، جمهوری یائودهه‌یا، آرجون‌آیاناس و آدومباراس بودند. دودمان‌های داتا و میترا نیز، به سرعت در منطقه ماتورا گسترش یافتند. یونانی‌ها در نهایت به عنوان یک موجودیت سیاسی تا حدود سال ۱۰ میلادی دوام آوردند، اما دنبال حمله‌های سکاها حکومتشان از بین رفت، اگرچه جمعیت یونانی‌ها احتمالاً برای چندین قرن، زیرنظر حکومت‌های بعدی، بمانند: هندوسکایی‌ها، هندوپارتی‌ها و کوشانی‌ها، در آن سرزمین زندگی کردند.

## یادداشت
1. ↑  "زمانی که یونانی‌های باکتریا و هند، پادشاهی خود را از دست دادند، نه همهٔ آن‌ها کشته شدند و نه به یونان بازگشتند. آن‌ها با مردم بومی منطقه ادغام شده و برای حاکمان جدید کار کردند. آن‌ها کمک قابل توجهی به پیشرفت فرهنگ و تمدن در جنوب و مرکز آسیا کردند." Narain, "The Indo-Greeks" 2003, p. 278

## نگارخانه

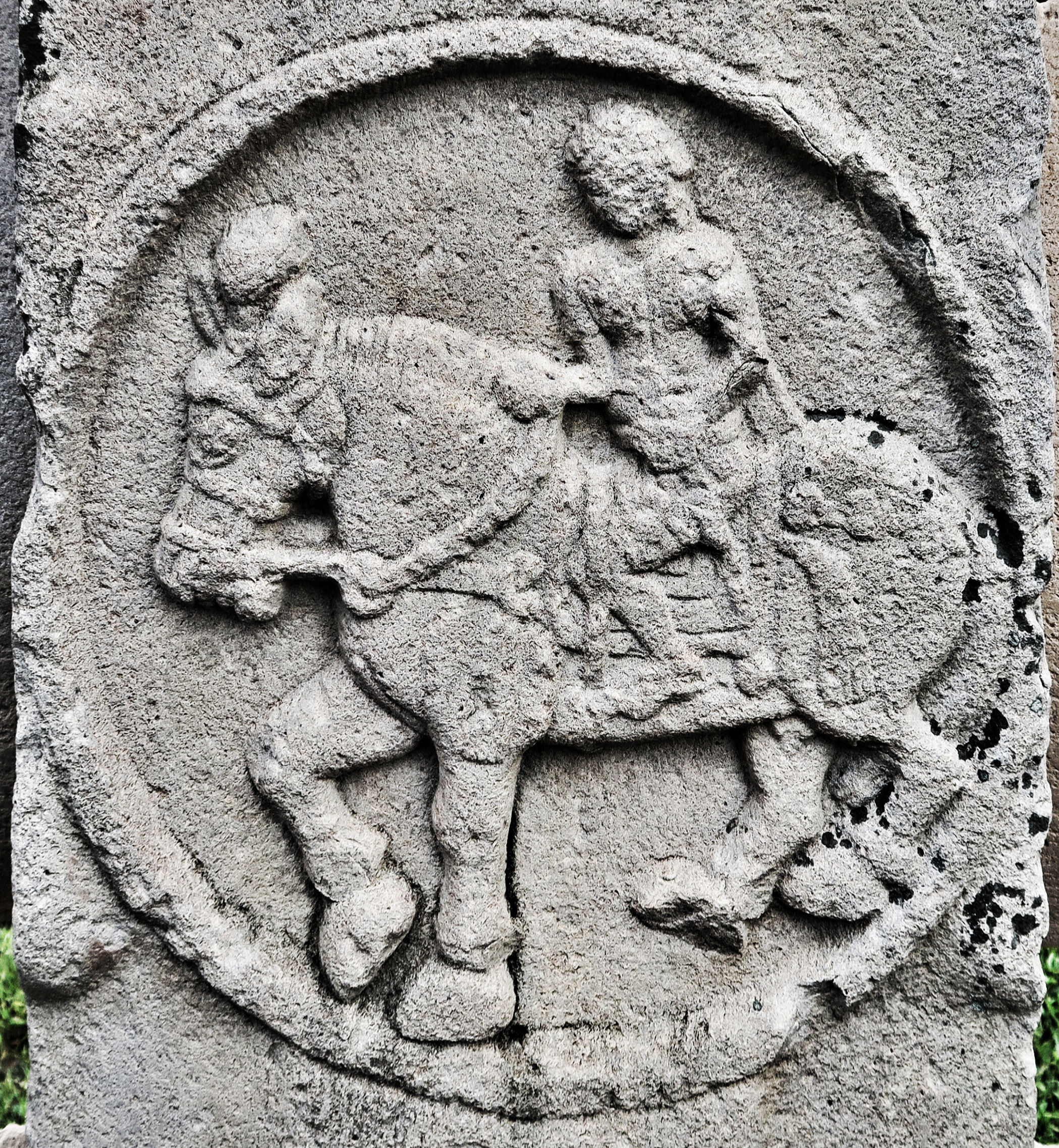
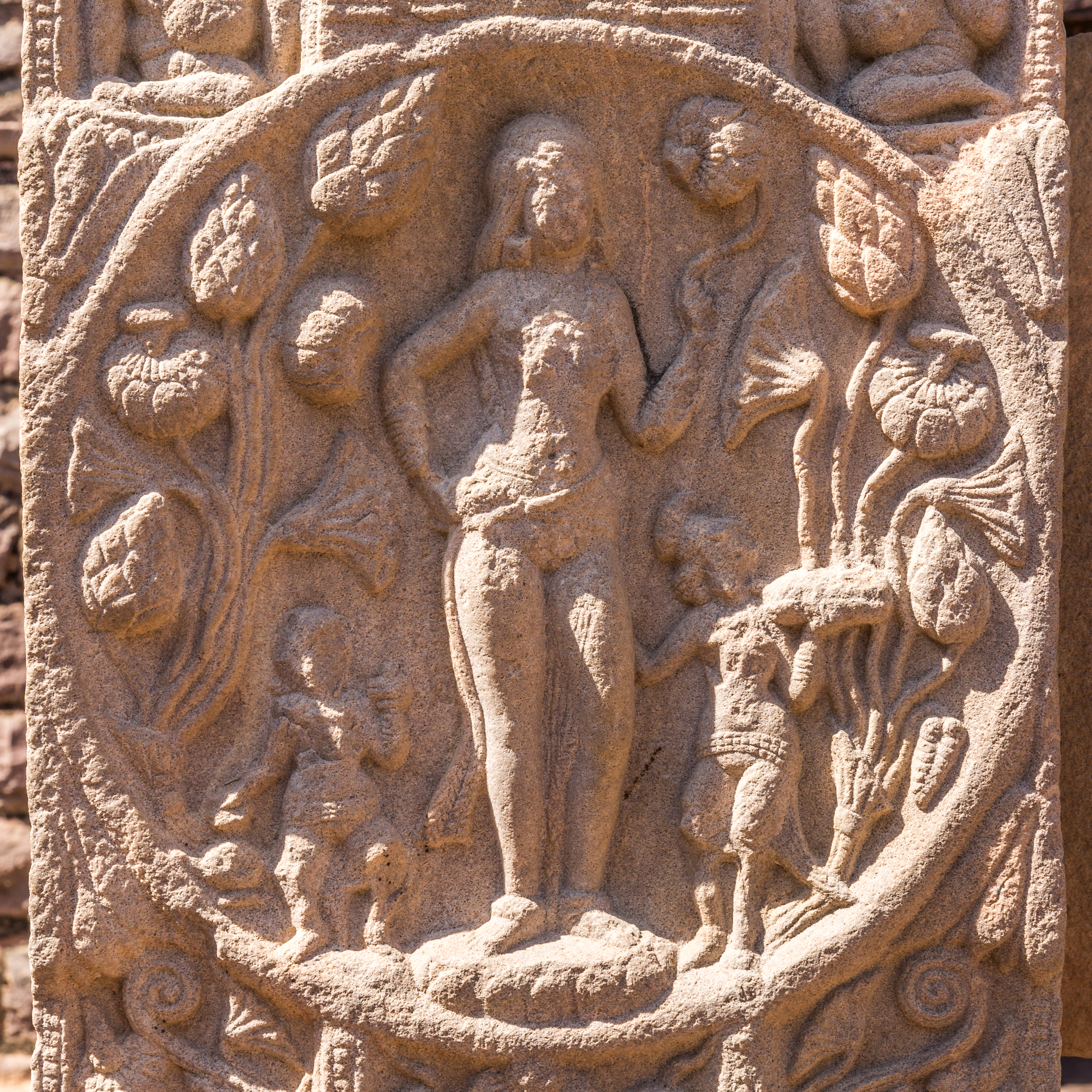
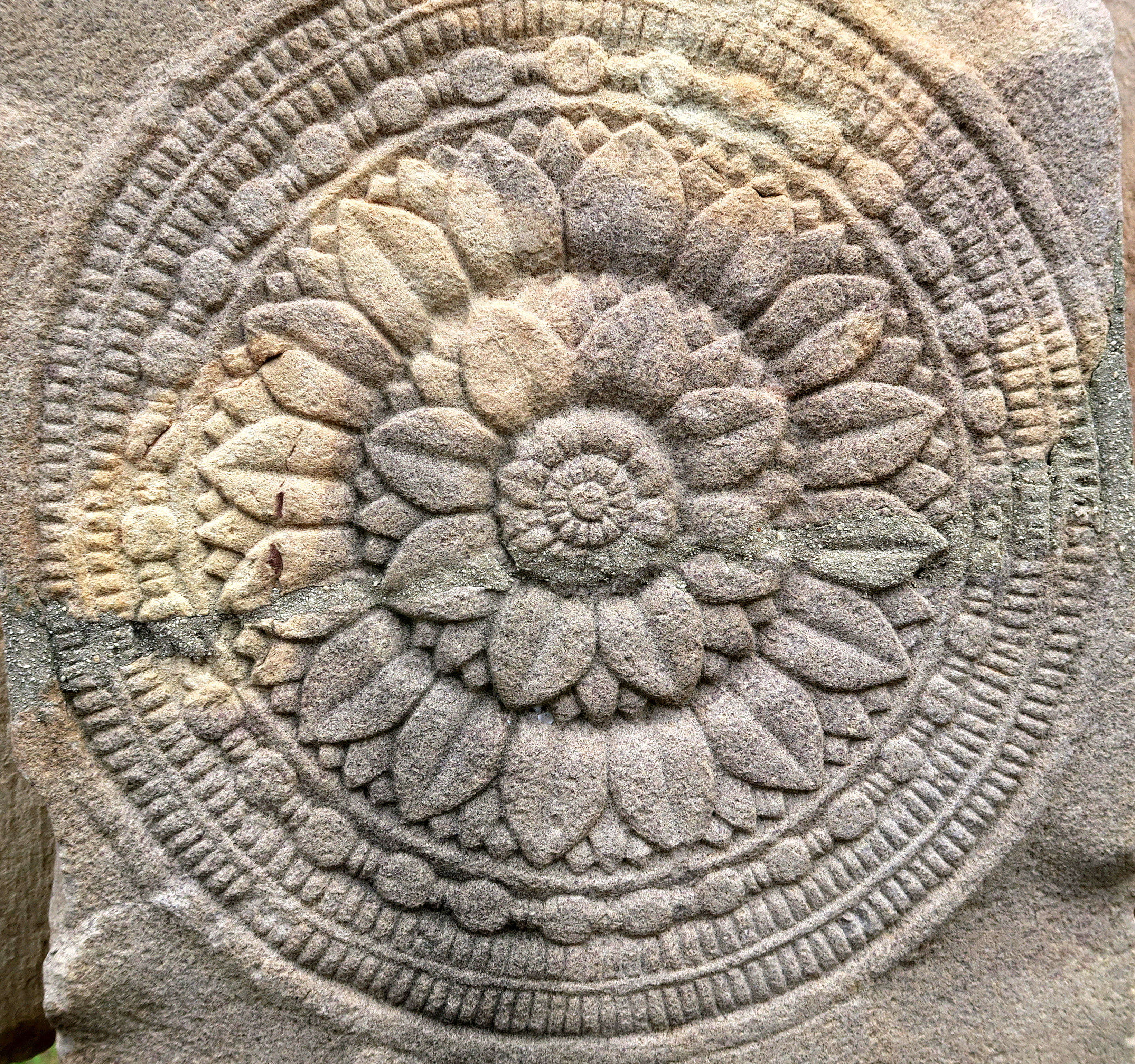
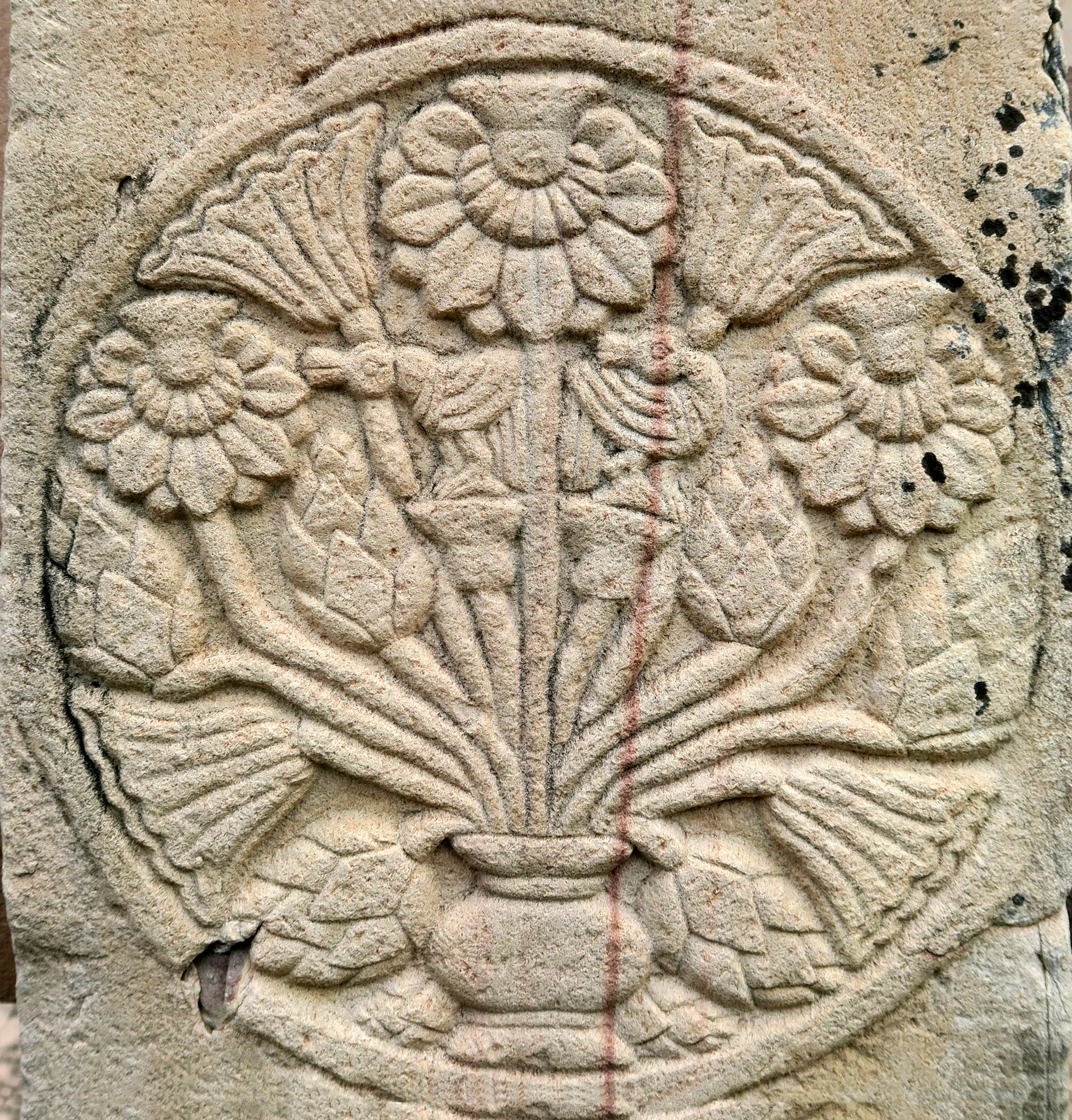